# Single numer jeden w roku 2022 (Węgry)
2022 – dwudziesty czwarty rok, w którym było prowadzone zestawienie najlepiej sprzedających się singli na Węgrzech.

## Historia notowania
| Data publikacji | Utwór                      | Wykonawca                          | Źródło |
| --------------- | -------------------------- | ---------------------------------- | ------ |
| 31 grudnia      | „Testamentum - Búcsúztató” | Omega                              | [ 2 ]  |
| 7 stycznia      | „Do It to It”              | Acraze feat. Cherish               | [ 3 ]  |
| 14 stycznia     | „Testamentum - Búcsúztató” | Omega                              | [ 4 ]  |
| 21 stycznia     | „Testamentum - Búcsúztató” | Omega                              | [ 5 ]  |
| 28 stycznia     | „Hcoin to the Moon”        | Miles Guo                          | [ 6 ]  |
| 4 lutego        | „Hcoin to the Moon”        | Miles Guo                          | [ 7 ]  |
| 11 lutego       | „Testamentum - Búcsúztató” | Omega                              | [ 8 ]  |
| 18 lutego       | „Testamentum - Búcsúztató” | Omega                              | [ 9 ]  |
| 25 lutego       | „Testamentum - Búcsúztató” | Omega                              | [ 10 ] |
| 4 marca         | „Do It to It”              | Acraze feat. Cherish               | [ 11 ] |
| 11 marca        | „Testamentum - Búcsúztató” | Omega                              | [ 12 ] |
| 18 marca        | „Testamentum - Búcsúztató” | Omega                              | [ 13 ] |
| 25 marca        | „Where Are You Now”        | Lost Frequencies feat. Calum Scott | [ 14 ] |
| 1 kwietnia      | „Úristen”                  | VALMAR feat. Robi Szikora          | [ 15 ] |
| 8 kwietnia      | „Úristen”                  | VALMAR feat. Robi Szikora          | [ 16 ] |
| 15 kwietnia     | „Úristen”                  | VALMAR feat. Robi Szikora          | [ 17 ] |
| 22 kwietnia     | „Úristen”                  | VALMAR feat. Robi Szikora          | [ 18 ] |
| 29 kwietnia     | „Úristen”                  | VALMAR feat. Robi Szikora          | [ 19 ] |
| 6 maja          | „Úristen”                  | VALMAR feat. Robi Szikora          | [ 20 ] |
| 13 maja         | „Úristen”                  | VALMAR feat. Robi Szikora          | [ 21 ] |
| 20 maja         | „Úristen”                  | VALMAR feat. Robi Szikora          | [ 22 ] |
| 27 maja         | „Úristen”                  | VALMAR feat. Robi Szikora          | [ 23 ] |
| 3 czerwca       | „Úristen”                  | VALMAR feat. Robi Szikora          | [ 24 ] |
| 10 czerwca      | „Úristen”                  | VALMAR feat. Robi Szikora          | [ 25 ] |
| 17 czerwca      | „Úristen”                  | VALMAR feat. Robi Szikora          | [ 26 ] |
| 24 czerwca      | „Úristen”                  | VALMAR feat. Robi Szikora          | [ 27 ] |
| 1 lipca         | „Úristen”                  | VALMAR feat. Robi Szikora          | [ 28 ] |
| 8 lipca         | „Úristen”                  | VALMAR feat. Robi Szikora          | [ 29 ] |
| 15 lipca        | „Úristen”                  | VALMAR feat. Robi Szikora          | [ 30 ] |
| 22 lipca        | „Úristen”                  | VALMAR feat. Robi Szikora          | [ 31 ] |
| 29 lipca        | „Úristen”                  | VALMAR feat. Robi Szikora          | [ 32 ] |
| 5 sierpnia      | „Úristen”                  | VALMAR feat. Robi Szikora          | [ 33 ] |
| 12 sierpnia     | „Ferrari”                  | James Hype feat. Miggy Dela Rosa   | [ 34 ] |
| 19 sierpnia     | „Four Moods”               | Azahriah                           | [ 35 ] |
| 26 sierpnia     | „Hold Me Closer”           | Elton John & Britney Spears        | [ 36 ] |
| 2 września      | „Four Moods”               | Azahriah                           | [ 37 ] |
| 9 września      | „Ringtone Drop”            | Liu                                | [ 38 ] |
| 16 września     | „I’m Good (Blue)”          | David Guetta & Bebe Rexha          | [ 39 ] |
| 23 września     | „I’m Good (Blue)”          | David Guetta & Bebe Rexha          | [ 40 ] |
| 30 września     | „I’m Good (Blue)”          | David Guetta & Bebe Rexha          | [ 41 ] |
| 7 października  | „MMM”                      | Minelli                            | [ 42 ] |
| 14 października | „Csinibaba”                | Kevin Kiss                         | [ 43 ] |
| 21 października | „Erotica”                  | Madonna                            | [ 44 ] |
| 28 października | „The Astronaut”            | Jin                                | [ 45 ] |
| 4 listopada     | „I’m Good (Blue)”          | David Guetta & Bebe Rexha          | [ 46 ] |
| 11 listopada    | „I’m Good (Blue)”          | David Guetta & Bebe Rexha          | [ 47 ] |
| 18 listopada    | „Dreamers”                 | Jungkook                           | [ 48 ] |
| 25 listopada    | „Azt beszélik a városban”  | Majka, Tamás Molnár                | [ 49 ] |
| 2 grudnia       | „The Astronaut”            | Jin                                | [ 50 ] |
| 9 grudnia       | „The Astronaut”            | Jin                                | [ 51 ] |
| 16 grudnia      | „The Astronaut”            | Jin                                | [ 52 ] |
| 23 grudnia      | „The Astronaut”            | Jin                                | [ 53 ] |